# A1 Grand Prix 2007/2008
A1 Grand Prix-säsongen 2007/2008 består av 20 race.

## Banor och vinnare
| Bana          | Nation heat 1  | Förare heat 1       | Nation heat 2  | Förare heat 2      |
| ------------- | -------------- | ------------------- | -------------- | ------------------ |
| Zandvoort     | Sydafrika      | Adrian Zaugg        | Storbritannien | Oliver Jarvis      |
| Brno          | Nya Zeeland    | Jonny Reid          | Nya Zeeland    | Jonny Reid         |
| Sepang        | Schweiz        | Neel Jani           | Schweiz        | Neel Jani          |
| Zhuhai        | Tyskland       | Michael Ammermüller | Indien         | Narain Karthikeyan |
| Taupo         | Nya Zeeland    | Jonny Reid          | Tyskland       | Christian Vietoris |
| Eastern Creek | Frankrike      | Loïc Duval          | Sydafrika      | Adrian Zaugg       |
| Durban        | Kanada         | Robert Wickens      | Schweiz        | Neel Jani          |
| Mexico City   | Nya Zeeland    | Jonny Reid          | Irland         | Adam Carroll       |
| Shanghai      | Schweiz        | Neel Jani           | USA            | Jonathan Summerton |
| Brands Hatch  | Storbritannien | Robbie Kerr         | Indien         | Narain Karthikeyan |

## Ställning
| Plats | Nation         | Viktigaste förare   | Poäng |
| ----- | -------------- | ------------------- | ----- |
| 1     | Schweiz        | Neel Jani           | 168   |
| 2     | Nya Zeeland    | Jonny Reid          | 127   |
| 3     | Storbritannien | Oliver Jarvis       | 126   |
| 4     | Frankrike      | Loïc Duval          | 118   |
| 5     | Sydafrika      | Adrian Zaugg        | 96    |
| 6     | Irland         | Adam Carroll        | 94    |
| 7     | Holland        | Jeroen Bleekemolen  | 87    |
| 8     | Tyskland       | Michael Ammermüller | 83    |